# 蹄斎北馬
蹄斎 北馬（ていさい ほくば、明和7年（1770年） - 弘化元年8月6日（1844年9月17日））とは、江戸時代後期の浮世絵師。

## 来歴
葛飾北斎の門人。北斎の弟子の中では筆頭にあげられ、魚屋北渓と共に双璧とされる。姓は有坂、本姓星野、俗称五郎八。諱は光陰。蹄斎、駿々斎、駿々亭、秋園などと号す。
江戸の生まれで、下谷御徒町（現・台東区台東）神田に住む貧しい御家人の家に生まれた。しかし武家務めを窮屈に思い、文政元年（1818年）までに家督を弟に譲って隠居・出家し、画で家計を助けるため北斎に入門したという。入門時期は不明だが、北馬最初の版本『狂歌花鳥集』は寛政12年（1800年）に刊行していることから、入門はこの数年前だと推測される。
初期の寛政から文化期にかけては制作した制作した狂歌本や読本、摺物には北斎の影響が顕著である。北馬の画風は北斎に比べて柔らか味がある独自のもので、滝沢馬琴、高井蘭山、振鷺亭らの読本の挿絵を、文化9年（1812年）までに少なくとも60種類発表し、同門の北鵞と合作で黄表紙の挿絵も描いた。一方で浅草庵市人に狂歌を習い、狂歌集に歌が掲載されるとともに、狂歌摺物などを多数制作している。しかし一枚刷りの錦絵は殆ど手掛けていない。文化10年（1813年）頃の刊行と見られる戯作者と浮世絵師の見立相撲番付では歌川豊国、国貞についで第三位の小結の位置を占めており、名声を博していたことが窺える。文政期からは肉筆画にほぼ専念し、天保期に入ると北斎風から離れ独自の画風を確立した。特に彩色に長じ、左筆を良くし、また肉筆美人画に秀作が多い。一方、春画の作例は少ない。
肉筆画の数は多く、200点、或いは300点を超えるともいわれる。師風に追随せず、歌川派の作風をも取入れて独自の画風を創出しており、「春風美人図」などに見られる玉子形の顔に細い顎、両目の間がやや離れて下唇が突き出した容貌は、北馬の美人画の画風を良く示している。この図には「北馬」という落款があるが、通常は「蹄斎」と款している場合が多いので、「浅妻船図」（大英博物館所蔵）など比較的少数の作品に見られるものである。
北馬は資性孝順で、老親に仕えることに最も篤かった。当時、盛名の高かった谷文晁は北馬の至孝に感じ入りその生計を援助し、安心して親に仕えさせている。そうして文晁は自ら描く密画の模様などを、北馬に手伝わせたりした。伝えるところによれば北馬は、文晁の作品の手伝いをする時には、この右手は師の用にのみ供すべきものであるからといって師の北斎の許可を得た後、左筆のみでその用事を済ませたといわれる。
49歳で剃髪し、弘化元年に75歳で没した。菩提寺は不明。門人には龍斎逸馬、叢斎遊馬、蜂房秋艃、宗寿、雪馬、牧亭集馬、らがおり、北馬の子は二代目北馬を称している。

## 作品

### 版本挿絵・版画
- 『絵本三国妖婦伝』　読本　※高井蘭山作、文化元年刊行
- 『自来也説話』　読本　感和亭鬼武作、文化3年刊行
- 「寝そべって絵本を読む美人」　横長判摺物　フォッグ美術館所蔵

### 肉筆画
| 作品名                             | 技法     | 形状・員数 | 寸法（縦x横cm） | 所有者                                 | 年代                          | 落款             | 印章                               | 備考 |
| ---------------------------------- | -------- | ---------- | --------------- | -------------------------------------- | ----------------------------- | ---------------- | ---------------------------------- | --- |
| 春風美人図                         | 絹本着色 | 1幅        | 115.7x54.1      | 東京国立博物館                         |                               | 「北馬」         | 「北馬之印号蹄齋」朱白文方印       | |
| 見立桃園三傑図                     | 絹本着色 | 1幅        | 107.3x44.6      | 東京国立博物館                         |                               | 「蹄斎」         | 「北馬畫印」朱文方印               | |
| 出陣図                             |          | 1幅        | 95.0x45.0       | 東京国立博物館                         |                               |                  |                                    | |
| 三都三美人図                       | 絹本     | 3幅対      |                 | 浮世絵 太田記念美術館                  |                               |                  |                                    | |
| 墨堤二美人図                       | 絹本着色 | 1幅        |                 | 出光美術館                             |                               | 「蹄齋」         | 「北馬」朱文方印                   | |
| 蛍狩美人図                         | 絹本着色 | 双幅       |                 | 出光美術館                             |                               | 「蹄齋」（各）   | 「北馬之印」朱文長方印（各）       | 右幅から左幅にかけて菊池五山の詩讃あり |
| 桟橋美人図                         | 絹本着色 | 1幅        |                 | 出光美術館                             |                               | 「蹄齋」         | 「北馬之印・号蹄齋」朱白文方印     | |
| 朝妻舟図                           | 絹本着色 | 1幅        |                 | 出光美術館                             |                               | 「蹄齋」         | 「北馬之印」朱文長方印             | |
| 傾城舟遊図                         | 絹本着色 | 1幅        |                 | 出光美術館                             |                               | 「蹄齋」         | 「北馬」朱文円印                   | |
| 五節句図                           | 絹本着色 | 1幅        |                 | 出光美術館                             |                               | 「蹄齋」         | 「北馬畫印」朱文長方印             | |
| 天下一図                           | 紙本着色 | 1幅        |                 | 出光美術館                             |                               | 「蹄齋」         | 「北馬」朱文方印                   | 「ほとゝきす 聲も廓も 天下一 蜜□斎」の画讃あり |
| 立美人図                           | 紙本着色 | 1幅        |                 | 出光美術館                             |                               | 「蹄齋」         | 「北馬」朱文方印                   | 「世の中に 酒と女の なかりせは 千々のこかねも 何にかはせむ 蜀山人」の画讃あり                                                                                                 |
| 遊女図                             | 紙本着色 | 1幅        | 94.5x28.1       | ニューオータニ美術館                   | 1804-18年（文化年間前半）     | 「蹄齋北馬寫     | 印文不明鼎印                       | 手柄岡持（平沢常富）賛。橋口五葉旧蔵。 |
| 美人雪中舟遊図                     | 絹本着色 | 1幅        | 107.8x41.1      | ニューオータニ美術館                   | 1830-44年（天保年間）         | 「蹄齋」         | 「北馬畫印」朱文長方印             | |
| 月下の仏御前図                     | 絹本着色 | 1幅        | 89.3x31.2       | ニューオータニ美術館                   | 1830-44年（天保年間）         | 「蹄齋」         | 「北馬」朱文方印                   | |
| 隅田川百花園図                     | 絹本着色 | 3幅対      | 82.0x25.2（各） | 江戸東京博物館                         |                               |                  |                                    | 早春梅屋敷、隅田川に富士、秋百花園。 |
| 雪月花三美人図                     | 絹本着色 | 3幅対      | 89.0x55.8（各） | 江戸東京博物館                         |                               |                  |                                    | |
| 峠茶屋図                           | 絹本着色 | 1幅        |                 | すみだ北斎美術館楢崎宗重コレクション   | 1818-30年（文政年間）         |                  |                                    | 墨田区指定有形文化財（絵画） |
| 遊女と禿図                         | 紙本着色 | 1幅        |                 | 三井記念美術館                         |                               |                  |                                    | |
| 三都美人図                         | 絹本着色 | 3幅対      | 99.6x36.0（各） | 松岡美術館                             |                               |                  |                                    | |
| 三囲神社を望む立美人図             | 絹本着色 | 1幅        | 96.0x34.5       | 千葉市美術館                           | 1818-44年（文政～天保年間）頃 |                  |                                    | |
| 三美人図                           | 絹本着色 | 1幅        |                 | 浜松市美術館                           |                               |                  |                                    | |
| 田植え                             | 絹本着色 | 1幅        | 100.0x35.8      | 光記念館                               | 1804-44年（文化～天保年間）   | 「北馬」         | 「北馬」朱文方印                   | 那須ロイヤル美術館（小針コレクション）旧蔵 |
| 桜下美人                           | 絹本着色 | 1幅        | 94.0x38.6       | 光記念館                               | 1804-44年（文化～天保年間）   | 「北馬画」       | 「北馬」朱文円印                   | 那須ロイヤル美術館（小針コレクション）旧蔵。式亭三馬の画讃あり。 |
| 見立浅妻舟                         | 絹本着色 | 1幅        |                 |                                        |                               | 「蹄齋」         | 「北馬」朱文方印                   | 那須ロイヤル美術館（小針コレクション）旧蔵 |
| 藤棚下                             | 絹本着色 | 1幅        |                 |                                        |                               | 「蹄斎北馬画」   | 「北馬」朱文瓢箪印                 | 那須ロイヤル美術館（小針コレクション）旧蔵 |
| 浅草寺境内図屏風                   | 紙本淡彩 | 八曲一隻   | 50.0x248.4      | 越葵文庫（福井市立郷土歴史博物館保管） |                               |                  |                                    | |
| 桑楊庵･浅草庵像                    | 絹本着色 | 1幅        |                 | 奈良県立美術館                         |                               |                  |                                    | |
| 猿曳図                             | 紙本淡彩 | 1幅        |                 | 京都府（京都文化博物館管理）           |                               |                  |                                    | |
| 婦女風俗画帖                       | 絹本着色 | 1帖        | 24.0x31.5（各） | 島根県立美術館（永田生慈コレクション） | 1830-44年（天保年間）頃       | 「蹄齋」         | 「北馬」印                         | |
| 相愛の図屏風                       | 紙本着色 | 二曲一隻   | 139.2x169.4     | 平戸千里ケ浜温泉 ホテル蘭風            |                               |                  |                                    | 平戸藩主の別荘・偕楽園伝来。市河米庵筆「樂」字大書二曲一隻屏風（四隅に草書で「万歳」「千秋」「未央」「米庵」）と対。縦139.2cmx横169.4cmの大画面に人物が等身大に描かれた春画。 |
| 垂髪朱衣遊女図                     | 紙本淡彩 | 1幅        | 83.6x23.6       | 熊本県立美術館                         |                               | 「蹄斎北馬画」   | 印文不明朱文方印                   | |
| 正月風景図                         | 絹本着色 | 1幅        | 83.6x23.6       | 熊本県立美術館                         |                               | 「蹄斎」         | 「北馬畫印」朱文長方印             | |
| 橋上群衆図                         | 絹本着色 | 1幅        | 30.4x58.7       | 熊本県立美術館                         |                               | 落款なし         | 「北馬」横長方印                   | |
| 樹下美人図                         | 絹本着色 | 1幅        | 82.1x30.6       | 熊本県立美術館                         |                               | 「蹄斎筆」       | 「北馬畫印」朱文長方印             | |
| 両国涼遊美人図                     | 絹本着色 | 1幅        | 105.8x44.4      | 熊本県立美術館                         |                               |                  |                                    | |
| 桟橋の芸妓図                       | 絹本着色 | 1幅        | 87.6×41.9       | 熊本県立美術館                         |                               |                  |                                    | |
| 阿古屋琴責め図                     | 絹本着色 | 1幅        | 99.0x37.8       | 熊本県立美術館                         |                               | 「蹄斎筆」       | 「北馬畫印」朱文長方印             | |
| 浅妻船図                           | 絹本着色 | 1幅        | 80.0x32.2       | 大英博物館                             | 1818-44年                     | 「北馬」         | 「北馬」朱文方印                   | |
| 立姿美人図                         | 絹本着色 | 1幅        | 118.7x40.0      | ボストン美術館                         | 1804-18年（文化年間）頃       |                  | 朱文円印                           | |
| 見立曲水の宴                       | 絹本着色 | 1面        | 91.6x35.7       | ボストン美術館                         | 1804-30年（文化文政年間）頃   | 「北馬」         | 白文方印                           | |
| 向島風景図屏風                     | 紙本着色 | 二曲一隻   | 127.5x151.2     | ボストン美術館                         | 1818-30年（文政年間）頃       | 無               | 無                                 | |
| 朝妻舟図                           | 絹本着色 | 1面        | 33.8x73.4       | ボストン美術館                         | 1841年（天保12年）            | 「七十一翁蹄齋」 | 朱文方印                           | |
| The Asazuma-bune in Cloud and Rain | 絹本着色 | 1巻        | 27.5x519.5      | ボストン美術館                         |                               |                  |                                    | 春画 |
| 墨堤春遊図                         | 絹本着色 | 1幅        |                 | 心遠館（プライス・コレクション）       |                               |                  |                                    | 滝沢馬琴賛「咲そむる枝 はまつ先に むかふしま ものいふ花も」 |
| 月次羊人図押絵貼屏風               | 絹本着色 | 六曲1双    |                 | 心遠館                                 |                               |                  |                                    | 伝蹄斎北馬 |
| 吉原俄図                           | 絹本着色 | 1幅        |                 | 心遠館                                 |                               |                  |                                    | |
| 隅田川図                           | 絹本着色 | 1幅        |                 | 心遠館                                 |                               |                  |                                    | |
| 田植え美人図                       | 絹本着色 | 1幅        | 113.6x52.7      | ファインバーグ・コレクション           |                               | 「蹄齋」         | 「光隆」朱文長方印                 | |
| かるた遊び図                       | 絹本着色 | 1幅        | 54.8x72.6       | ファインバーグ・コレクション           |                               | 「蹄齋北馬畫」   | 「号踶齋・北馬之印」朱文・白文方印 | |
| 見立小松引図                       | 絹本著色 | 1幅        | 67x100          | オバーリン大学アレン記念美術館         |                               |                  |                                    | |
| 雪の屋根舟図                       | 絹本着色 | 1幅        |                 |                                        |                               |                  |                                    | |
| 三囲渡頭風景                       |          | 1幅        |                 |                                        |                               |                  |                                    | |